# Emmanuel Oti
Emmanuel Oti Essigba (* 24. September 1996 in Akim Oda) ist ein ghanaischer Fußballspieler.

## Karriere
Emmanuel Oti Essigba erlernte das Fußballspielen in der West African Football Academy in seiner Heimat Ghana. Im Februar 2015 ging er nach Europa. Hier schloss er sich in Portugal Sporting Braga aus Braga an. Bis Juni 2015 spielte er für die U19-Mannschaft. Am 1. Juli 2015 wechselte er in die B-Mannschaft von Braga. Die Mannschaft spielte in der zweiten Liga, der Segunda Liga. Das erste Halbjahr 2017 wurde er an den dänischen Verein Esbjerg fB ausgeliehen. Mit dem Verein aus Esbjerg spielte er in der ersten Liga, der Superliga. Am Ende der Saison stieg er mit Esbjerg in die zweite Liga ab. Nach der Ausleihe wurde er von Esbjerg im Juli 2017 fest unter Vertrag genommen. Nach einem Jahr in der zweiten Liga stieg man ein Jahr später wieder in die erste Liga auf. Für die Dänen absolvierte er insgesamt 52 Spiele. Anfang September 2019 wurde sein Vertrag nicht verlängert. Bis zum 1. Januar 2020 war er vertrags- und vereinslos. Am 2. Januar 2020 nahm ihn der indonesische Erstligist Madura United unter Vertrag. Für den Verein aus Pamekasan stand er dreimal in der ersten Liga auf dem Spielfeld. Im Oktober 2020 kehrte er nach Portugal zurück. Hier stand er bis Januar 2021 beim Zweitligisten FC Vizela in Vizela unter Vertrag. Am 20. Januar 2021 ging er wieder nach Asien, wo er in Japan einen Vertrag bei Vegalta Sendai unterschrieb. Mit dem Verein aus Sendai spielt er in der ersten japanischen Liga. Am Saisonende 2021 belegte er mit Sendai den neunzehnten Tabellenplatz und musste in zweite Liga absteigen. Für den Klub stand er siebenmal in der Liga auf dem Spielfeld. Im Januar 2022 zog es ihn nach Malaysia, wo er einen Vertrag bei Melaka United unterschrieb. Der Verein aus Malakka spielte in der ersten Liga, der Malaysia Super League. Zum Ende des Jahres verließ er den Verein. Nach kurzer Vereinslosigkeit unterschrieb er Mitte Oktober 2023 einen Vertrag beim portugiesischen Drittligisten Anadia FC. Hier stand er bis Ende Juni 2024 unter Vertrag.